# 倉敷由加温泉
倉敷由加温泉（くらしきゆかおんせん）は、岡山県県南の倉敷市児島由加にある温泉。

## 泉質
- 単純弱放射能冷鉱泉（低張性中性冷鉱泉）
  - 泉温　18.8℃
  - 淡黄褐色、無味無臭。

## 温泉地
倉敷市街地から15キロ離れた由加山山腹に、一軒宿の「倉敷由加温泉ホテル　三桃花」が存在する。
日帰り入浴可能。夕食は海や山の幸を使った旬の創作料理が提供される。

## 歴史
開湯は平安時代。鎌倉時代に俊乗坊重源上人によって、温泉が広く知られるようになった。霊験あらたかな温泉との言い伝えをもとに、大正3年（1914年）に、国の東京衛生試験所で成分分析の結果「単純放射能泉」の効能が改めて科学的に証明された。
- 1993年（平成5年）- 「倉敷由加温泉ホテル　三桃花」開業[1]。

## アクセス

### 鉄道
- JR山陽本線・伯備線倉敷駅から送迎バスで30分。
- JR瀬戸大橋線・児島駅から送迎バスで15分。

### 自動車
- 瀬戸中央自動車道水島ICより車で20分。